# Полтавский (Волгоградская область)
Полта́вский — хутор в Новоаннинском районе Волгоградской области России. Входит в состав Новокиевского сельского поселения. Население 102 человек (2010).

## География
Расположен в северо-западной части области, в лесостепи, в пределах Хопёрско-Бузулукской равнины, являющейся южным окончанием Окско-Донской низменности, на р. Карманчик. Есть пруд.
Уличная сеть состоит из четырёх географических объектов: Кленовый переулок, улицы Клубная, Набережная, Центральная.
Абсолютная высота 117 метров над уровнем моря.

## Население
| 2010 |
| ---- |
| 102  |

Гендерный состав
По данным Всероссийской переписи населения 2010 года в гендерной структуре населения из 102 человек мужчин — 49, женщин — 53 (48,0 и 52,0 % соответственно).
Национальный состав
Согласно результатам переписи 2002 года, в национальной структуре населения русские составляли 89 % из общей численности населения в 116 человек.

## Инфраструктура
Личное подсобное хозяйство.
Ведется газификация хутора. Проектирование и строительство внутрипоселкового газопровода в х. Полтавский включено в областную целевую программу «Газификация Волгоградской области на 2013—2017 годы».

## Транспорт
Просёлочные дороги.